# Liste der Bodendenkmäler in Treuchtlingen
Auf dieser Seite sind die Bodendenkmäler in der mittelfränkischen Stadt Treuchtlingen zusammengestellt. Diese Tabelle ist eine Teilliste der Liste der Bodendenkmäler in Bayern. Grundlage ist die Bayerische Denkmalliste, die auf Basis des Bayerischen Denkmalschutzgesetzes vom 1. Oktober 1973 erstmals erstellt wurde und seither durch das Bayerische Landesamt für Denkmalpflege geführt wird. Die folgenden Angaben ersetzen nicht die rechtsverbindliche Auskunft der Denkmalschutzbehörde.

## Bodendenkmäler der Stadt Treuchtlingen

### Bodendenkmäler in der Gemarkung Auernheim
| Lage                               | Objekt | Akten-Nr.     | Bild |
| ---------------------------------- | --- | ------------- | ---- |
| Auernheim Treuchtlingen (Standort) | Grabhügel mit Bestattungen der Bronzezeit. | D-5-7030-0111 |      |
| Auernheim Treuchtlingen (Standort) | Grabhügel mit Bestattungen der Hallstattzeit. | D-5-7030-0112 |      |
| Auernheim Treuchtlingen (Standort) | Grabhügel mit Bestattungen vorgeschichtlicher Zeitstellung sowie Siedlung der römischen Kaiserzeit.                                                            | D-5-7030-0113 |      |
| Auernheim Treuchtlingen (Standort) | Grabhügel mit Bestattungen vorgeschichtlicher Zeitstellung. | D-5-7030-0114 |      |
| Auernheim Treuchtlingen (Standort) | Reihengräberfriedhof des frühen Mittelalters. | D-5-7030-0115 |      |
| Auernheim Treuchtlingen (Standort) | Siedlung der Bronzezeit, der römischen Kaiserzeit und der Völkerwanderungszeit.                                                                                | D-5-7030-0116 |      |
| Auernheim Treuchtlingen (Standort) | Siedlung der Völkerwanderungszeit und des frühen Mittelalters.                                                                                                 | D-5-7030-0117 |      |
| Auernheim Treuchtlingen (Standort) | Villa rustica der römischen Kaiserzeit. | D-5-7030-0118 |      |
| Auernheim Treuchtlingen (Standort) | Siedlung der römischen Kaiserzeit. | D-5-7030-0121 |      |
| Auernheim Treuchtlingen (Standort) | Grabhügel mit Bestattungen vorgeschichtlicher Zeitstellung. | D-5-7030-0124 |      |
| Auernheim Treuchtlingen (Standort) | Untertägige mittelalterliche und frühneuzeitliche Teile der Evangelisch-Lutherischen Pfarrkirche St. Georg in Auerheim und ihrer Vorgängerbauten mit Friedhof. | D-5-7030-0170 |      |

### Bodendenkmäler in der Gemarkung Bubenheim
| Lage                               | Objekt | Akten-Nr.     | Bild |
| ---------------------------------- | --- | ------------- | ---- |
| Bubenheim Treuchtlingen (Standort) | Siedlung des Neolithikums. | D-5-7031-0132 |      |
| Bubenheim Treuchtlingen (Standort) | Siedlung und Viereckschanze der späten Latènezeit sowie Schanze der frühen Neuzeit.                                                                                 | D-5-7031-0134 |      |
| Bubenheim Treuchtlingen (Standort) | Siedlung des Neolithikums. | D-5-7031-0138 |      |
| Bubenheim Treuchtlingen (Standort) | Siedlung des Neolithikums. | D-5-7031-0141 |      |
| Bubenheim Treuchtlingen (Standort) | Untertägige spätmittelalterliche und frühneuzeitliche Befunde im Bereich der Evangelisch-Lutherischen Pfarrkirche Hl. Kreuz in Bubenheim und ihrer Vorgängerbauten. | D-5-7031-0286 |      |

### Bodendenkmäler in der Gemarkung Dettenheim
| Lage                                       | Objekt                                                               | Akten-Nr.     | Bild |
| ------------------------------------------ | -------------------------------------------------------------------- | ------------- | ---- |
| Dettenheim Weißenburg in Bayern (Standort) | Archäologische Befunde im Bereich des Teilstücks der Fossa Carolina. | D-5-7031-0181 |      |

### Bodendenkmäler in der Gemarkung Dietfurt i.MFr.
| Lage                                     | Objekt | Akten-Nr.     | Bild |
| ---------------------------------------- | --- | ------------- | ---- |
| Dietfurt i.MFr. Treuchtlingen (Standort) | Grabhügel mit Bestattungen der Hallstattzeit. | D-5-7031-0146 |      |
| Dietfurt i.MFr. Treuchtlingen (Standort) | Archäologische Befunde im Bereich der ehemalige neuzeitliche Schanze der sog. Weißenburger Linie aus dem Spanischen Erbfolgekrieg.                                                                           | D-5-7031-0147 |      |
| Dietfurt i.MFr. Treuchtlingen (Standort) | Villa rustica der römischen Kaiserzeit. | D-5-7031-0149 |      |
| Dietfurt i.MFr. Treuchtlingen (Standort) | Freilandstation des Mesolithikums, Siedlung der jungsteinzeitlichen Michelsberger Kultur, der Urnenfelderkultur, außerdem Siedlung der späten Hallstatt- bzw. frühen Latènezeit sowie der späten Latènezeit. | D-5-7031-0151 |      |
| Dietfurt i.MFr. Treuchtlingen (Standort) | Siedlung vorgeschichtlicher Zeitstellung. | D-5-7031-0152 |      |
| Dietfurt i.MFr. Treuchtlingen (Standort) | Siedlung der römischen Kaiserzeit. | D-5-7031-0153 |      |
| Dietfurt i.MFr. Treuchtlingen (Standort) | Siedlung des Neolithikums sowie der Urnenfelder- und Hallstattzeit. | D-5-7031-0154 |      |
| Dietfurt i.MFr. Treuchtlingen (Standort) | Siedlung der römischen Kaiserzeit. | D-5-7031-0161 |      |
| Dietfurt i.MFr. Treuchtlingen (Standort) | Siedlung der römischen Kaiserzeit. | D-5-7031-0216 |      |
| Dietfurt i.MFr. Treuchtlingen (Standort) | Untertägige mittelalterliche und frühneuzeitliche Befunde im Bereich der Evangelisch-Lutherischen Pfarrkirche St. Johann Baptist in Dietfurt i. MFr.                                                         | D-5-7031-0288 |      |

### Bodendenkmäler in der Gemarkung Emetzheim
| Lage                                      | Objekt | Akten-Nr.     | Bild |
| ----------------------------------------- | --- | ------------- | ---- |
| Emetzheim Weißenburg in Bayern (Standort) | Archäologische Befunde im Bereich der ehemalige neuzeitliche Schanze der sog. Weißenburger Linie aus dem Spanischen Erbfolgekrieg. | D-5-6931-0182 |      |

### Bodendenkmäler in der Gemarkung Graben
| Lage                            | Objekt | Akten-Nr.     | Bild |
| ------------------------------- | --- | ------------- | ---- |
| Graben Treuchtlingen (Standort) | Grabhügel mit Bestattungen der Bronzezeit.                                                                                             | D-5-7031-0131 |      |
| Graben Treuchtlingen (Standort) | Teilstück der frühmittelalterlichen Fossa Carolina.                                                                                    | D-5-7031-0168 |      |
| Graben Treuchtlingen (Standort) | Trichtergruben vor- und frühgeschichtlicher Zeitstellung.                                                                              | D-5-7031-0169 |      |
| Graben Treuchtlingen (Standort) | Siedlung des Neolithikums. | D-5-7031-0170 |      |
| Graben Treuchtlingen (Standort) | Archäologische Befunde im Bereich der ehemalige neuzeitliche Schanze der sog. Weißenburger Linie aus dem Spanischen Erbfolgekrieg.     | D-5-7031-0173 |      |
| Graben Treuchtlingen (Standort) | Archäologische Befunde im Bereich der ehemalige neuzeitliche Schanze der sog. Weißenburger Linie aus dem Spanischen Erbfolgekrieg.     | D-5-7031-0175 |      |
| Graben Treuchtlingen (Standort) | Grabhügel mit Bestattungen vorgeschichtlicher Zeitstellung.                                                                            | D-5-7031-0177 |      |
| Graben Treuchtlingen (Standort) | Grabhügel mit Bestattungen vorgeschichtlicher Zeitstellung.                                                                            | D-5-7031-0178 |      |
| Graben Treuchtlingen (Standort) | Siedlung vor- und frühgeschichtlicher Zeitstellung.                                                                                    | D-5-7031-0219 |      |
| Graben Treuchtlingen (Standort) | Archäologische Befunde im Bereich der ehemalige neuzeitlichen Schanze der Weißenburger Linie.                                          | D-5-7031-0291 |      |
| Graben Treuchtlingen (Standort) | Siedlung vorgeschichtlicher Zeitstellung.                                                                                              | D-5-7031-0292 |      |
| Graben Treuchtlingen (Standort) | Untertägige mittelalterliche und frühneuzeitliche Befunde im Bereich der Evangelisch-Lutherischen Pfarrkirche St. Kunigunde in Graben. | D-5-7031-0293 |      |

### Bodendenkmäler in der Gemarkung Grönhart
| Lage                              | Objekt                                                                        | Akten-Nr.     | Bild |
| --------------------------------- | ----------------------------------------------------------------------------- | ------------- | ---- |
| Grönhart Treuchtlingen (Standort) | Siedlung der Urnenfelderzeit und neuzeitliche Schanze der Weißenburger Linie. | D-5-7031-0115 |      |

### Bodendenkmäler in der Gemarkung Gundelsheim
| Lage                                 | Objekt | Akten-Nr.     | Bild |
| ------------------------------------ | --- | ------------- | ---- |
| Gundelsheim Treuchtlingen (Standort) | Villa rustica der römischen Kaiserzeit. | D-5-7031-0111 |      |
| Gundelsheim Treuchtlingen (Standort) | Untertägige mittelalterliche und frühneuzeitliche Befunde im Bereich der Katholischen Filialkirche St. Ulrich in Gundelsheim und ihrer Vorgängerbauten. | D-5-7031-0297 |      |
| Gundelsheim Treuchtlingen (Standort) | Siedlung des Neolithikums und der Urnenfelderzeit. | D-5-7031-0338 |      |
| Gundelsheim Treuchtlingen (Standort) | Bestattungsplatz sowie Siedlung vorgeschichtlicher Zeitstellung.                                                                                        | D-5-7031-0339 |      |
| Gundelsheim Treuchtlingen (Standort) | Siedlung vorgeschichtlicher Zeitstellung sowie villa rustica der römischen Kaiserzeit.                                                                  | D-5-7031-0340 |      |

### Bodendenkmäler in der Gemarkung Haag b.Treuchtlingen
| Lage                                          | Objekt                                                      | Akten-Nr.     | Bild |
| --------------------------------------------- | ----------------------------------------------------------- | ------------- | ---- |
| Haag b.Treuchtlingen Treuchtlingen (Standort) | Burgstall des hohen Mittelalters.                           | D-5-7031-0083 |      |
| Haag b.Treuchtlingen Treuchtlingen (Standort) | Grabhügel mit Bestattungen vorgeschichtlicher Zeitstellung. | D-5-7031-0085 |      |
| Haag b.Treuchtlingen Treuchtlingen (Standort) | Grabhügel mit Bestattungen vorgeschichtlicher Zeitstellung. | D-5-7031-0086 |      |
| Haag b.Treuchtlingen Treuchtlingen (Standort) | Villa rustica der römischen Kaiserzeit.                     | D-5-7031-0143 |      |
| Haag b.Treuchtlingen Treuchtlingen (Standort) | Grabhügel mit Bestattungen vorgeschichtlicher Zeitstellung. | D-5-7031-0343 |      |

### Bodendenkmäler in der Gemarkung Möhren
| Lage                            | Objekt | Akten-Nr.     | Bild |
| ------------------------------- | --- | ------------- | ---- |
| Möhren Treuchtlingen (Standort) | Untertägige Teile der mittelalterlichen Vorgängeranlage von Schloss Möhren.                                   | D-5-7031-0080 |      |
| Möhren Treuchtlingen (Standort) | Archäologische Befunde im Bereich der frühneuzeitlichen Katholischen Pfarrkirche Mariä Himmelfahrt in Möhren. | D-5-7031-0304 |      |

### Bodendenkmäler in der Gemarkung Osterdorf
| Lage                            | Objekt                                                          | Akten-Nr.     | Bild |
| ------------------------------- | --------------------------------------------------------------- | ------------- | ---- |
| Osterdorf Pappenheim (Standort) | Bergbauareal der Vor- und Frühgeschichte oder des Mittelalters. | D-5-7031-0336 |      |

### Bodendenkmäler in der Gemarkung Rehlingen
| Lage                               | Objekt                                                      | Akten-Nr.     | Bild |
| ---------------------------------- | ----------------------------------------------------------- | ------------- | ---- |
| Rehlingen Langenaltheim (Standort) | Bestattungsplatz vor- und frühgeschichtlicher Zeitstellung. | D-5-7031-0043 |      |
| Rehlingen Langenaltheim (Standort) | Grabhügel mit Bestattungen der Bronzezeit.                  | D-5-7031-0145 |      |

### Bodendenkmäler in der Gemarkung Schambach
| Lage                               | Objekt | Akten-Nr.     | Bild            |
| ---------------------------------- | --- | ------------- | --------------- |
| Schambach Treuchtlingen (Standort) | Grabhügel mit Bestattungen der Hallstattzeit. | D-5-7031-0116 |                 |
| Schambach Treuchtlingen (Standort) | Villa rustica der römischen Kaiserzeit. | D-5-7031-0117 | (D-5-7031-0117) |
| Schambach Treuchtlingen (Standort) | Abris mit Funden des Mesolithikums, des Neolithikums und der Hallstattzeit. | D-5-7031-0118 |                 |
| Schambach Treuchtlingen (Standort) | Villa rustica der römischen Kaiserzeit. | D-5-7031-0119 |                 |
| Schambach Treuchtlingen (Standort) | Villa rustica der römischen Kaiserzeit. | D-5-7031-0120 |                 |
| Schambach Treuchtlingen (Standort) | Siedlung der Hallstattzeit. | D-5-7031-0124 |                 |
| Schambach Treuchtlingen (Standort) | Siedlung vor- und frühgeschichtlicher Zeitstellung. | D-5-7031-0128 |                 |
| Schambach Treuchtlingen (Standort) | Siedlung der Bronzezeit und Urnenfelderzeit. | D-5-7031-0221 |                 |
| Schambach Treuchtlingen (Standort) | Siedlung der Hallstattzeit. | D-5-7031-0222 |                 |
| Schambach Treuchtlingen (Standort) | Siedlung der Bronzezeit, Urnenfelder-, Hallstatt- und Völkerwanderungszeit, außerdem Grabhügel mit Bestattungen der Bronze- und der Hallstattzeit, ferner Körpergräber der Völkerwanderungszeit.                            | D-5-7031-0309 |                 |
| Schambach Treuchtlingen (Standort) | Untertägige mittelalterliche und frühneuzeitliche Befunde im Bereich der Evangelisch-Lutherischen Filialkirche St. Willibald in Schambach und ihrer Vorgängerbauten sowie Körperbestattungen und Siedlung des Mittelalters. | D-5-7031-0310 |                 |
| Schambach Treuchtlingen (Standort) | Untertägige mittelalterliche Befunde im Bereich des Brauereigasthofs zum Güldenen Ritter in Schambach. | D-5-7031-0337 |                 |
| Schambach Treuchtlingen (Standort) | Archäologische Befunde im Bereich eines Teilstücks der kurbayerischen Landesdefensionslinie aus der frühen Neuzeit. | D-5-7031-0341 |                 |

### Bodendenkmäler in der Gemarkung Treuchtlingen
| Lage                     | Objekt | Akten-Nr.     | Bild |
| ------------------------ | --- | ------------- | ---- |
| Treuchtlingen (Standort) | Abschnittsbefestigung vorgeschichtlicher Zeitstellung und des frühen oder hohen Mittelalters.                                                                   | D-5-7031-0091 |      |
| Treuchtlingen (Standort) | Freilandstation Spätpaläolithikums und Mesolithikums sowie Siedlung des Neolithikums und Wallanlage des frühen Mittelalters.                                    | D-5-7031-0092 |      |
| Treuchtlingen (Standort) | Untertägige hoch- und spätmittelalterliche Befunde im Bereich der Burgruine von Treuchtlingen.                                                                  | D-5-7031-0093 |      |
| Treuchtlingen (Standort) | Villa rustica der römischen Kaiserzeit. | D-5-7031-0095 |      |
| Treuchtlingen (Standort) | Siedlung der Urnenfelderzeit, Burgstall des hohen und späten Mittelalters sowie untertägige frühneuzeitliche Befunde im Bereich des Schlosses in Treuchtlingen. | D-5-7031-0096 |      |
| Treuchtlingen (Standort) | Villa rustica der römischen Kaiserzeit. | D-5-7031-0099 |      |
| Treuchtlingen (Standort) | Freilandstation des Mesolithikums sowie Siedlung der Metallzeiten.                                                                                              | D-5-7031-0100 |      |
| Treuchtlingen (Standort) | Siedlung der Hallstatt- und der frühen Latènezeit. | D-5-7031-0101 |      |
| Treuchtlingen (Standort) | Burgstall des Mittelalters. | D-5-7031-0108 |      |
| Treuchtlingen (Standort) | Villa rustica der römischen Kaiserzeit. | D-5-7031-0109 |      |
| Treuchtlingen (Standort) | Siedlung der Urnenfelderzeit. | D-5-7031-0123 |      |
| Treuchtlingen (Standort) | Körpergräber des frühen Mittelalters. | D-5-7031-0272 |      |
| Treuchtlingen (Standort) | Archäologische Befunde im Bereich der abgegangenen Kapelle des späten Mittelalter.                                                                              | D-5-7031-0273 |      |
| Treuchtlingen (Standort) | Untertägige Teile der frühneuzeitlichen Evangelisch-Lutherischen Pfarrkirche Beatae Mariae Virginis in Treuchtlingen und ihres mittelalterlichen Vorgängerbaus. | D-5-7031-0274 |      |
| Treuchtlingen (Standort) | Untertägige spätmittelalterliche und frühneuzeitliche Teile im Bereich der Kirche St. Lambertus in Treuchtlingen und ihrer Vorgängerbauten.                     | D-5-7031-0275 |      |
| Treuchtlingen (Standort) | Archäologische Befunde der ehemalige mittelalterliche Marktbefestigung von Treuchtlingen.                                                                       | D-5-7031-0276 |      |
| Treuchtlingen (Standort) | Mittelalterliche und frühneuzeitliche Befunde im Bereich der befestigten Marktsiedlung von Treuchtlingen.                                                       | D-5-7031-0277 |      |

### Bodendenkmäler in der Gemarkung Wettelsheim
| Lage                                 | Objekt | Akten-Nr.     | Bild |
| ------------------------------------ | --- | ------------- | ---- |
| Wettelsheim Treuchtlingen (Standort) | Grabhügel mit Bestattungen vorgeschichtlicher Zeitstellung. | D-5-7031-0058 |      |
| Wettelsheim Treuchtlingen (Standort) | Höhensiedlung der Hallstattzeit und Wallanlage vor- oder frühgeschichtlicher Zeitstellung.                                                                             | D-5-7031-0059 |      |
| Wettelsheim Treuchtlingen (Standort) | Verebnete Grabhügel mit Bestattungen vorgeschichtlicher Zeitstellung.                                                                                                  | D-5-7031-0060 |      |
| Wettelsheim Treuchtlingen (Standort) | Grabhügel mit Bestattungen vorgeschichtlicher Zeitstellung. | D-5-7031-0061 |      |
| Wettelsheim Treuchtlingen (Standort) | Siedlung der römischen Kaiserzeit. | D-5-7031-0064 |      |
| Wettelsheim Treuchtlingen (Standort) | Siedlung des Neolithikums. | D-5-7031-0065 |      |
| Wettelsheim Treuchtlingen (Standort) | Villa rustica der römischen Kaiserzeit. | D-5-7031-0066 |      |
| Wettelsheim Treuchtlingen (Standort) | Siedlung der Hallstattzeit, villa rustica der römischen Kaiserzeit und Körpergräber des frühen Mittelalters.                                                           | D-5-7031-0068 |      |
| Wettelsheim Treuchtlingen (Standort) | Villa rustica der römischen Kaiserzeit und Körpergräber des frühen Mittelalters.                                                                                       | D-5-7031-0069 |      |
| Wettelsheim Treuchtlingen (Standort) | Villa rustica der römischen Kaiserzeit. | D-5-7031-0070 |      |
| Wettelsheim Treuchtlingen (Standort) | Siedlung des Neolithikums, der Urnenfelder- und Latènezeit und Villa rustica der römischen Kaiserzeit.                                                                 | D-5-7031-0071 |      |
| Wettelsheim Treuchtlingen (Standort) | Siedlung vorgeschichtlicher Zeitstellung. | D-5-7031-0072 |      |
| Wettelsheim Treuchtlingen (Standort) | Siedlung der Bronzezeit, Urnenfelder- und Hallstattzeit sowie der römischen Kaiserzeit, Gräber der frühen Bronzezeit.                                                  | D-5-7031-0075 |      |
| Wettelsheim Treuchtlingen (Standort) | Siedlung des Neolithikums sowie der Urnenfelder- und Hallstattzeit. | D-5-7031-0076 |      |
| Wettelsheim Treuchtlingen (Standort) | Siedlung der Hallstattzeit. | D-5-7031-0225 |      |
| Wettelsheim Treuchtlingen (Standort) | Mittelalterliche und frühneuzeitliche Befunde im Bereich der Evangelisch-Lutherischen Friedhofskirche St. Martin in Wettelsheim.                                       | D-5-7031-0315 |      |
| Wettelsheim Treuchtlingen (Standort) | Untertägige Teile des mittelalterlichen Vorgängerbaus der Evangelisch-Lutherischen Pfarrkirche von Wettelsheim sowie Friedhof des Mittelalters und der frühen Neuzeit. | D-5-7031-0316 |      |

### Bodendenkmäler in der Gemarkung Windischhausen
| Lage                                    | Objekt                                                                                         | Akten-Nr.     | Bild |
| --------------------------------------- | ---------------------------------------------------------------------------------------------- | ------------- | ---- |
| Windischhausen Treuchtlingen (Standort) | Grabhügel mit Bestattungen der Hallstattzeit.                                                  | D-5-7031-0051 |      |
| Windischhausen Treuchtlingen (Standort) | Grabhügel mit Bestattungen der Hallstattzeit.                                                  | D-5-7031-0052 |      |
| Windischhausen Treuchtlingen (Standort) | Siedlung des Neolithikums.                                                                     | D-5-7031-0053 |      |
| Windischhausen Treuchtlingen (Standort) | Grabhügel mit Bestattungen vorgeschichtlicher Zeitstellung.                                    | D-5-7031-0057 |      |
| Windischhausen Treuchtlingen (Standort) | Archäologische Befunde im Bereich der abgegangenen mittelalterlichen Kirche in Windischhausen. | D-5-7031-0322 |      |
| Windischhausen Treuchtlingen (Standort) | Siedlung vorgeschichtlicher und römischer Zeitstellung.                                        | D-5-7031-0327 |      |

### Bodendenkmäler ohne Lokation
| Lage                     | Objekt                                               | Akten-Nr.     | Bild |
| ------------------------ | ---------------------------------------------------- | ------------- | ---- |
| Treuchtlingen (Standort) | Archäologische Befunde im Bereich der Fossa Carolina | D-5-7030-0181 |      |
| Treuchtlingen (Standort) | Viereckschanze der Latènezeit                        | D-5-7031-0342 |      |